# Tournoi féminin de curling aux Jeux olympiques d'hiver de 2018
Cet article traite de l'épreuve de féminine. Pour les autres compétitions, voir Tournoi masculin et Tournoi de double mixte de curling aux Jeux olympiques d'hiver de 2018.
Navigation
Sotchi 2014 Pékin 2022
Le tournoi féminin de curling aux Jeux olympiques d'hiver de 2018 se tient à Gangneung, en Corée du Sud, du 14 au 25 février 2018 dans le Centre de curling de Gangneung. Il s'agit de la septième édition de ce tournoi depuis son apparition en 1924 et son retour au sein du programme olympique lors des Jeux de 1998 ayant eu lieu à Nagano.

## Préparation de l'événement

### Calendrier
| Calendrier des épreuves de curling | Calendrier des épreuves de curling | Calendrier des épreuves de curling | Calendrier des épreuves de curling | Calendrier des épreuves de curling | Calendrier des épreuves de curling | Calendrier des épreuves de curling | Calendrier des épreuves de curling | Calendrier des épreuves de curling | Calendrier des épreuves de curling | Calendrier des épreuves de curling | Calendrier des épreuves de curling | Calendrier des épreuves de curling | Calendrier des épreuves de curling | Calendrier des épreuves de curling | Calendrier des épreuves de curling | Calendrier des épreuves de curling | Calendrier des épreuves de curling | Calendrier des épreuves de curling |
| Février 2018                       | 8                                  | 9                                  | 10                                 | 11                                 | 12                                 | 13                                 | 14                                 | 15                                 | 16                                 | 17                                 | 18                                 | 19                                 | 20                                 | 21                                 | 22                                 | 23                                 | 24                                 | 25                                 |
| ---------------------------------- | ---------------------------------- | ---------------------------------- | ---------------------------------- | ---------------------------------- | ---------------------------------- | ---------------------------------- | ---------------------------------- | ---------------------------------- | ---------------------------------- | ---------------------------------- | ---------------------------------- | ---------------------------------- | ---------------------------------- | ---------------------------------- | ---------------------------------- | ---------------------------------- | ---------------------------------- | ---------------------------------- |
| Femmes                             |                                    |                                    |                                    |                                    |                                    |                                    | C                                  | C                                  | C                                  | C                                  | C                                  | C                                  | C                                  | C                                  |                                    | C                                  | C                                  | ●                                  |

|   | Jour de l'épreuve |
| ● | Finale            |

## Équipes qualifiées
| Athlètes olympiques de Russie | Canada | Chine | Corée du Sud | Danemark |
| --- | --- | --- | --- | --- |
| CC Adamant, Saint-Pétersbourg Skip : Viktoria Moiseeva Thirdh : Ouïana Vaslieva Second : Galina Arsenkina Lead : Ioulia Gouzieva Remplaçante : Ioulia Portounova | Ottawa CC, Ottawa Skip : Rachel Homan Third : Emma Miskew Second : Joanne Courtney Lead : Lisa Weagle Remplaçante : Cheryl Bernard       | Harbin CC, Harbin Skip : Wang Bingyu Third : Zhou Yan Second : Liu Jinli Lead : Ma Jingyi Remplaçante : Jiang Xindi                       | GyeongBuk Uiseong CC, Uiseong Skip : Kim Eun-jung Third : Kim Kyeong-ae Second : Kim Seon-yeong Lead : Kim Yeong-mi Remplaçante : Kim Cho-hi        | Hvidovre, Hvidovre Skip : Madeleine Dupont Third : Denise Dupont Second : Julie Høgh Lead : Mathilde Halse Remplaçante : Lina Knudsen               |
| États-Unis | Grande-Bretagne | Japon | Suède | Suisse |
| Madison CC, Madison Skip : Nina Roth Third : Tabitha Peterson Second : Aileen Geving Lead : Becca Hamilton Remplaçante : Cory Christensen                        | Royal Caledonian CC, Stirling Skip : Eve Muirhead Third : Anna Sloan Second : Vicki Adams Lead : Lauren Gray Remplaçante : Kelly Schafer | Tokoro CC, Kitami Skip : Satsuki Fujisawa Third : Chinami Yoshida Second : Yumi Suzuki Lead : Yurika Yoshida Remplaçante : Mari Motohashi | Sundbybergs CK, Sundbyberg Skip : Anna Hasselborg Third : Sara McManus Second : Agnes Knochenhauer Lead : Sofia Mabergs Remplaçante : Jennie Wåhlin | CC Aarau, Aarau Skip : Silvana Tirinzoni Third : Marlene Albrecht Second : Esther Neuenschwander Lead : Manuela Siegrist Remplaçante : Jenny Perret |

## Compétition

### Premier tour
| Rang | Pays                          | V | D | PP | PC | Manches gagnées | Manches perdues | Manches blanches | Vols pour | Tirs % |
| ---- | ----------------------------- | - | - | -- | -- | --------------- | --------------- | ---------------- | --------- | ------ |
| 1    | Corée du Sud                  | 8 | 1 | 75 | 44 | 41              | 34              | 5                | 15        | 79 %   |
| 2    | Suède                         | 7 | 2 | 64 | 48 | 42              | 34              | 14               | 13        | 83 %   |
| 3    | Grande-Bretagne               | 6 | 3 | 61 | 56 | 39              | 38              | 12               | 6         | 79 %   |
| 4    | Japon                         | 5 | 4 | 59 | 55 | 38              | 36              | 10               | 13        | 75 %   |
| 5    | Chine                         | 4 | 5 | 57 | 65 | 35              | 38              | 12               | 5         | 78 %   |
| 6    | Canada                        | 4 | 5 | 68 | 59 | 40              | 36              | 10               | 12        | 81 %   |
| 7    | Suisse                        | 4 | 5 | 60 | 55 | 34              | 37              | 12               | 7         | 78 %   |
| 8    | États-Unis                    | 4 | 5 | 56 | 65 | 38              | 39              | 7                | 6         | 78 %   |
| 9    | Athlètes olympiques de Russie | 2 | 7 | 45 | 76 | 34              | 40              | 8                | 6         | 76 %   |
| 10   | Danemark                      | 1 | 8 | 50 | 72 | 32              | 41              | 10               | 6         | 73 %   |

 Qualifié pour la phase finale  
| Équipes    | 1 | 2 | 3 | 4 | 5 | 6 | 7 | 8 | 9 | 10 | 11 | Total |
| ---------- | - | - | - | - | - | - | - | - | - | -- | -- | ----- |
| Japon      | 2 | 2 | 3 | 0 | 1 | 0 | 0 | 1 | 1 | -  | -  | 10    |
| États-Unis | 0 | 0 | 0 | 1 | 0 | 3 | 1 | 0 | 0 | -  | -  | 5     |

| Équipes                       | 1 | 2 | 3 | 4 | 5 | 6 | 7 | 8 | 9 | 10 | 11 | Total |
| ----------------------------- | - | - | - | - | - | - | - | - | - | -- | -- | ----- |
| Athlètes olympiques de Russie | 0 | 1 | 0 | 0 | 2 | 0 | 0 | - | - | -  | -  | 3     |
| Grande-Bretagne               | 3 | 0 | 2 | 1 | 0 | 0 | 4 | - | - | -  | -  | 10    |

| Équipes  | 1 | 2 | 3 | 4 | 5 | 6 | 7 | 8 | 9 | 10 | 11 | Total |
| -------- | - | - | - | - | - | - | - | - | - | -- | -- | ----- |
| Danemark | 0 | 0 | 0 | 1 | 0 | 0 | 2 | 0 | - | -  | -  | 3     |
| Suède    | 1 | 0 | 2 | 0 | 2 | 2 | 0 | 2 | - | -  | -  | 9     |

| Équipes | 1 | 2 | 3 | 4 | 5 | 6 | 7 | 8 | 9 | 10 | 11 | Total |
| ------- | - | - | - | - | - | - | - | - | - | -- | -- | ----- |
| Suisse  | 1 | 0 | 0 | 0 | 0 | 1 | 0 | 0 | - | -  | -  | 2     |
| Chine   | 0 | 2 | 1 | 1 | 0 | 0 | 0 | 3 | - | -  | -  | 7     |

| Équipes      | 1 | 2 | 3 | 4 | 5 | 6 | 7 | 8 | 9 | 10 | 11 | Total |
| ------------ | - | - | - | - | - | - | - | - | - | -- | -- | ----- |
| Canada       | 0 | 1 | 0 | 0 | 0 | 2 | 1 | 0 | 0 | 2  | -  | 6     |
| Corée du Sud | 1 | 0 | 0 | 1 | 2 | 0 | 0 | 1 | 3 | 0  | -  | 8     |

| Équipes  | 1 | 2 | 3 | 4 | 5 | 6 | 7 | 8 | 9 | 10 | 11 | Total |
| -------- | - | - | - | - | - | - | - | - | - | -- | -- | ----- |
| Danemark | 0 | 0 | 0 | 3 | 0 | 1 | 0 | 0 | 1 | -  | -  | 5     |
| Japon    | 0 | 2 | 1 | 0 | 0 | 0 | 3 | 2 | 0 | -  | -  | 8     |

| Équipes                       | 1 | 2 | 3 | 4 | 5 | 6 | 7 | 8 | 9 | 10 | 11 | Total |
| ----------------------------- | - | - | - | - | - | - | - | - | - | -- | -- | ----- |
| Chine                         | 0 | 2 | 1 | 0 | 0 | 1 | 0 | 2 | 0 | 0  | 0  | 6     |
| Athlètes olympiques de Russie | 1 | 0 | 0 | 2 | 0 | 0 | 1 | 0 | 0 | 2  | 1  | 7     |

| Équipes         | 1 | 2 | 3 | 4 | 5 | 6 | 7 | 8 | 9 | 10 | 11 | Total |
| --------------- | - | - | - | - | - | - | - | - | - | -- | -- | ----- |
| Grande-Bretagne | 1 | 0 | 0 | 2 | 0 | 0 | 0 | 1 | 0 | 0  | -  | 4     |
| États-Unis      | 0 | 0 | 2 | 0 | 0 | 2 | 0 | 0 | 1 | 2  | -  | 7     |

| Équipes         | 1 | 2 | 3 | 4 | 5 | 6 | 7 | 8 | 9 | 10 | 11 | Total |
| --------------- | - | - | - | - | - | - | - | - | - | -- | -- | ----- |
| Chine           | 0 | 1 | 0 | 3 | 0 | 1 | 0 | 1 | 0 | 1  | 0  | 7     |
| Grande-Bretagne | 1 | 0 | 1 | 0 | 1 | 0 | 2 | 0 | 2 | 0  | 1  | 8     |

| Équipes | 1 | 2 | 3 | 4 | 5 | 6 | 7 | 8 | 9 | 10 | 11 | Total |
| ------- | - | - | - | - | - | - | - | - | - | -- | -- | ----- |
| Canada  | 0 | 0 | 2 | 0 | 1 | 0 | 1 | 1 | 0 | 1  | 0  | 6     |
| Suède   | 2 | 0 | 0 | 1 | 0 | 2 | 0 | 0 | 1 | 0  | 1  | 7     |

| Équipes    | 1 | 2 | 3 | 4 | 5 | 6 | 7 | 8 | 9 | 10 | 11 | Total |
| ---------- | - | - | - | - | - | - | - | - | - | -- | -- | ----- |
| États-Unis | 0 | 0 | 1 | 0 | 0 | 2 | 0 | 1 | 0 | 1  | -  | 5     |
| Suisse     | 0 | 2 | 0 | 1 | 2 | 0 | 0 | 0 | 1 | 0  | -  | 6     |

| Équipes      | 1 | 2 | 3 | 4 | 5 | 6 | 7 | 8 | 9 | 10 | 11 | Total |
| ------------ | - | - | - | - | - | - | - | - | - | -- | -- | ----- |
| Corée du Sud | 0 | 2 | 0 | 1 | 0 | 1 | 1 | 0 | 0 | 0  | -  | 5     |
| Japon        | 1 | 0 | 1 | 0 | 1 | 0 | 0 | 1 | 2 | 1  | -  | 7     |

| Équipes  | 1 | 2 | 3 | 4 | 5 | 6 | 7 | 8 | 9 | 10 | 11 | Total |
| -------- | - | - | - | - | - | - | - | - | - | -- | -- | ----- |
| Danemark | 0 | 0 | 3 | 1 | 0 | 2 | 0 | 0 | 0 | 2  | 1  | 9     |
| Canada   | 0 | 2 | 0 | 0 | 4 | 0 | 1 | 1 | 0 | 0  | 0  | 8     |

| Équipes      | 1 | 2 | 3 | 4 | 5 | 6 | 7 | 8 | 9 | 10 | 11 | Total |
| ------------ | - | - | - | - | - | - | - | - | - | -- | -- | ----- |
| Corée du Sud | 1 | 0 | 1 | 1 | 1 | 0 | 1 | 0 | 2 | 0  | -  | 7     |
| Suisse       | 0 | 2 | 0 | 0 | 0 | 1 | 0 | 1 | 0 | 1  | -  | 5     |

| Équipes                       | 1 | 2 | 3 | 4 | 5 | 6 | 7 | 8 | 9 | 10 | 11 | Total |
| ----------------------------- | - | - | - | - | - | - | - | - | - | -- | -- | ----- |
| Suède                         | 0 | 0 | 0 | 0 | 1 | 0 | 1 | 0 | 2 | 0  | 1  | 5     |
| Athlètes olympiques de Russie | 0 | 0 | 0 | 1 | 0 | 1 | 0 | 1 | 0 | 1  | 0  | 4     |

| Équipes | 1 | 2 | 3 | 4 | 5 | 6 | 7 | 8 | 9 | 10 | 11 | Total |
| ------- | - | - | - | - | - | - | - | - | - | -- | -- | ----- |
| Suisse  | 0 | 2 | 2 | 0 | 0 | 0 | 0 | 0 | 1 | 2  | -  | 7     |
| Suède   | 1 | 0 | 0 | 1 | 0 | 1 | 3 | 2 | 0 | 0  | -  | 8     |

| Équipes                       | 1 | 2 | 3 | 4 | 5 | 6 | 7 | 8 | 9 | 10 | 11 | Total |
| ----------------------------- | - | - | - | - | - | - | - | - | - | -- | -- | ----- |
| Athlètes olympiques de Russie | 0 | 2 | 0 | 0 | 1 | 1 | 0 | 1 | 0 | 1  | 0  | 6     |
| États-Unis                    | 1 | 0 | 2 | 1 | 0 | 0 | 1 | 0 | 1 | 0  | 1  | 7     |

| Équipes | 1 | 2 | 3 | 4 | 5 | 6 | 7 | 8 | 9 | 10 | 11 | Total |
| ------- | - | - | - | - | - | - | - | - | - | -- | -- | ----- |
| Japon   | 2 | 1 | 0 | 1 | 0 | 1 | 0 | 0 | 0 | 1  | 0  | 6     |
| Chine   | 0 | 0 | 2 | 0 | 1 | 0 | 0 | 3 | 0 | 0  | 1  | 7     |

| Équipes         | 1 | 2 | 3 | 4 | 5 | 6 | 7 | 8 | 9 | 10 | 11 | Total |
| --------------- | - | - | - | - | - | - | - | - | - | -- | -- | ----- |
| Danemark        | 1 | 0 | 1 | 0 | 1 | 0 | 1 | 0 | 1 | 1  | -  | 6     |
| Grande-Bretagne | 0 | 2 | 0 | 1 | 0 | 2 | 0 | 2 | 0 | 0  | -  | 7     |

| Équipes                       | 1 | 2 | 3 | 4 | 5 | 6 | 7 | 8 | 9 | 10 | 11 | Total |
| ----------------------------- | - | - | - | - | - | - | - | - | - | -- | -- | ----- |
| Athlètes olympiques de Russie | 1 | 0 | 2 | 0 | 1 | 0 | 0 | 1 | 0 | -  | -  | 5     |
| Japon                         | 0 | 2 | 0 | 2 | 0 | 1 | 3 | 0 | 2 | -  | -  | 10    |

| Équipes  | 1 | 2 | 3 | 4 | 5 | 6 | 7 | 8 | 9 | 10 | 11 | Total |
| -------- | - | - | - | - | - | - | - | - | - | -- | -- | ----- |
| Chine    | 4 | 0 | 0 | 1 | 0 | 0 | 1 | 0 | 4 | -  | -  | 10    |
| Danemark | 0 | 1 | 3 | 0 | 2 | 0 | 0 | 1 | 0 | -  | -  | 7     |

| Équipes         | 1 | 2 | 3 | 4 | 5 | 6 | 7 | 8 | 9 | 10 | 11 | Total |
| --------------- | - | - | - | - | - | - | - | - | - | -- | -- | ----- |
| Corée du Sud    | 0 | 0 | 0 | 1 | 1 | 0 | 0 | 2 | 2 | 1  | -  | 7     |
| Grande-Bretagne | 0 | 0 | 1 | 0 | 0 | 1 | 2 | 0 | 0 | 0  | -  | 4     |

| Équipes    | 1 | 2 | 3 | 4 | 5 | 6 | 7 | 8 | 9 | 10 | 11 | Total |
| ---------- | - | - | - | - | - | - | - | - | - | -- | -- | ----- |
| États-Unis | 0 | 1 | 0 | 1 | 0 | 1 | 0 | - | - | -  | -  | 3     |
| Canada     | 3 | 0 | 1 | 0 | 3 | 0 | 4 | - | - | -  | -  | 11    |

| Équipes         | 1 | 2 | 3 | 4 | 5 | 6 | 7 | 8 | 9 | 10 | 11 | Total |
| --------------- | - | - | - | - | - | - | - | - | - | -- | -- | ----- |
| Grande-Bretagne | 0 | 0 | 0 | 2 | 1 | 0 | 0 | 1 | 0 | 2  | 0  | 6     |
| Suède           | 0 | 2 | 1 | 0 | 0 | 1 | 0 | 0 | 2 | 0  | 2  | 8     |

| Équipes | 1 | 2 | 3 | 4 | 5 | 6 | 7 | 8 | 9 | 10 | 11 | Total |
| ------- | - | - | - | - | - | - | - | - | - | -- | -- | ----- |
| Canada  | 0 | 0 | 2 | 0 | 2 | 0 | 2 | 0 | 3 | 1  | -  | 10    |
| Suisse  | 1 | 0 | 0 | 3 | 0 | 3 | 0 | 1 | 0 | 0  | -  | 8     |

| Équipes      | 1 | 2 | 3 | 4 | 5 | 6 | 7 | 8 | 9 | 10 | 11 | Total |
| ------------ | - | - | - | - | - | - | - | - | - | -- | -- | ----- |
| Chine        | 0 | 1 | 0 | 1 | 0 | 2 | 1 | 0 | - | -  | -  | 5     |
| Corée du Sud | 3 | 0 | 3 | 0 | 4 | 0 | 0 | 2 | - | -  | -  | 12    |

| Équipes    | 1 | 2 | 3 | 4 | 5 | 6 | 7 | 8 | 9 | 10 | 11 | Total |
| ---------- | - | - | - | - | - | - | - | - | - | -- | -- | ----- |
| États-Unis | 1 | 0 | 1 | 1 | 0 | 2 | 0 | 1 | 0 | 1  | -  | 7     |
| Danemark   | 0 | 1 | 0 | 0 | 2 | 0 | 2 | 0 | 1 | 0  | -  | 6     |

| Équipes | 1 | 2 | 3 | 4 | 5 | 6 | 7 | 8 | 9 | 10 | 11 | Total |
| ------- | - | - | - | - | - | - | - | - | - | -- | -- | ----- |
| Japon   | 0 | 1 | 0 | 0 | 0 | 2 | 0 | - | - | -  | -  | 3     |
| Canada  | 1 | 0 | 0 | 1 | 4 | 0 | 2 | - | - | -  | -  | 8     |

| Équipes      | 1 | 2 | 3 | 4 | 5 | 6 | 7 | 8 | 9 | 10 | 11 | Total |
| ------------ | - | - | - | - | - | - | - | - | - | -- | -- | ----- |
| Suède        | 1 | 0 | 0 | 0 | 1 | 0 | 1 | 0 | 2 | 1  | -  | 6     |
| Corée du Sud | 0 | 1 | 0 | 2 | 0 | 2 | 0 | 2 | 0 | 0  | -  | 7     |

| Équipes                       | 1 | 2 | 3 | 4 | 5 | 6 | 7 | 8 | 9 | 10 | 11 | Total |
| ----------------------------- | - | - | - | - | - | - | - | - | - | -- | -- | ----- |
| Athlètes olympiques de Russie | 0 | 1 | 0 | 0 | 0 | 1 | 0 | - | - | -  | -  | 2     |
| Suisse                        | 0 | 0 | 3 | 2 | 2 | 0 | 4 | - | - | -  | -  | 11    |

| Équipes         | 1 | 2 | 3 | 4 | 5 | 6 | 7 | 8 | 9 | 10 | 11 | Total |
| --------------- | - | - | - | - | - | - | - | - | - | -- | -- | ----- |
| Grande-Bretagne | 2 | 0 | 0 | 1 | 0 | 2 | 0 | 1 | 0 | 2  | -  | 8     |
| Suisse          | 0 | 0 | 2 | 0 | 1 | 0 | 2 | 0 | 2 | 0  | -  | 7     |

| Équipes                       | 1 | 2 | 3 | 4 | 5 | 6 | 7 | 8 | 9 | 10 | 11 | Total |
| ----------------------------- | - | - | - | - | - | - | - | - | - | -- | -- | ----- |
| Danemark                      | 0 | 0 | 0 | 2 | 0 | 2 | 0 | 0 | 3 | 0  | -  | 7     |
| Athlètes olympiques de Russie | 0 | 1 | 1 | 0 | 3 | 0 | 1 | 1 | 0 | 1  | -  | 8     |

| Équipes    | 1 | 2 | 3 | 4 | 5 | 6 | 7 | 8 | 9 | 10 | 11 | Total |
| ---------- | - | - | - | - | - | - | - | - | - | -- | -- | ----- |
| Chine      | 0 | 1 | 0 | 2 | 0 | 0 | 0 | 1 | - | -  | -  | 4     |
| États-Unis | 3 | 0 | 4 | 0 | 2 | 0 | 1 | 0 | - | -  | -  | 10    |

| Équipes | 1 | 2 | 3 | 4 | 5 | 6 | 7 | 8 | 9 | 10 | 11 | Total |
| ------- | - | - | - | - | - | - | - | - | - | -- | -- | ----- |
| Japon   | 0 | 1 | 0 | 0 | 1 | 0 | 0 | 0 | 2 | 1  | -  | 5     |
| Suède   | 0 | 0 | 1 | 1 | 0 | 1 | 0 | 1 | 0 | 0  | -  | 4     |

| Équipes | 1 | 2 | 3 | 4 | 5 | 6 | 7 | 8 | 9 | 10 | 11 | Total |
| ------- | - | - | - | - | - | - | - | - | - | -- | -- | ----- |
| Canada  | 0 | 0 | 1 | 2 | 0 | 1 | 0 | 0 | 1 | 0  | -  | 5     |
| Chine   | 0 | 2 | 0 | 0 | 3 | 0 | 0 | 1 | 0 | 1  | -  | 7     |

| Équipes      | 1 | 2 | 3 | 4 | 5 | 6 | 7 | 8 | 9 | 10 | 11 | Total |
| ------------ | - | - | - | - | - | - | - | - | - | -- | -- | ----- |
| États-Unis   | 2 | 0 | 1 | 0 | 0 | 1 | 0 | 2 | 0 | -  | -  | 6     |
| Corée du Sud | 0 | 1 | 0 | 1 | 4 | 0 | 1 | 0 | 2 | -  | -  | 9     |

| Équipes         | 1 | 2 | 3 | 4 | 5 | 6 | 7 | 8 | 9 | 10 | 11 | Total |
| --------------- | - | - | - | - | - | - | - | - | - | -- | -- | ----- |
| Grande-Bretagne | 1 | 0 | 1 | 1 | 0 | 3 | 0 | 1 | 1 | 0  | -  | 8     |
| Japon           | 0 | 3 | 0 | 0 | 0 | 0 | 2 | 0 | 0 | 1  | -  | 6     |

| Équipes                       | 1 | 2 | 3 | 4 | 5 | 6 | 7 | 8 | 9 | 10 | 11 | Total |
| ----------------------------- | - | - | - | - | - | - | - | - | - | -- | -- | ----- |
| Corée du Sud                  | 3 | 3 | 3 | 0 | 2 | 0 | - | - | - | -  | -  | 11    |
| Athlètes olympiques de Russie | 0 | 0 | 0 | 1 | 0 | 1 | - | - | - | -  | -  | 2     |

| Équipes | 1 | 2 | 3 | 4 | 5 | 6 | 7 | 8 | 9 | 10 | 11 | Total |
| ------- | - | - | - | - | - | - | - | - | - | -- | -- | ----- |
| Suède   | 0 | 2 | 1 | 0 | 2 | 0 | 0 | 3 | 0 | -  | -  | 8     |
| Chine   | 0 | 0 | 0 | 1 | 0 | 2 | 0 | 0 | 1 | -  | -  | 4     |

| Équipes  | 1 | 2 | 3 | 4 | 5 | 6 | 7 | 8 | 9 | 10 | 11 | Total |
| -------- | - | - | - | - | - | - | - | - | - | -- | -- | ----- |
| Suisse   | 1 | 0 | 0 | 0 | 3 | 0 | 1 | 0 | 1 | -  | -  | 6     |
| Danemark | 0 | 0 | 0 | 2 | 0 | 1 | 0 | 1 | 0 | -  | -  | 4     |

| Équipes         | 1 | 2 | 3 | 4 | 5 | 6 | 7 | 8 | 9 | 10 | 11 | Total |
| --------------- | - | - | - | - | - | - | - | - | - | -- | -- | ----- |
| Canada          | 0 | 2 | 1 | 0 | 0 | 1 | 0 | 0 | 1 | 0  | -  | 5     |
| Grande-Bretagne | 1 | 0 | 0 | 1 | 0 | 0 | 0 | 2 | 0 | 2  | -  | 6     |

| Équipes    | 1 | 2 | 3 | 4 | 5 | 6 | 7 | 8 | 9 | 10 | 11 | Total |
| ---------- | - | - | - | - | - | - | - | - | - | -- | -- | ----- |
| Suède      | 3 | 0 | 1 | 0 | 1 | 0 | 0 | 1 | 0 | 3  | -  | 9     |
| États-Unis | 0 | 2 | 0 | 1 | 0 | 0 | 2 | 0 | 1 | 0  | -  | 6     |

| Équipes | 1 | 2 | 3 | 4 | 5 | 6 | 7 | 8 | 9 | 10 | 11 | Total |
| ------- | - | - | - | - | - | - | - | - | - | -- | -- | ----- |
| Suisse  | 0 | 2 | 0 | 4 | 0 | 0 | 0 | 1 | 1 | -  | -  | 8     |
| Japon   | 0 | 0 | 1 | 0 | 2 | 0 | 1 | 0 | 0 | -  | -  | 4     |

| Équipes                       | 1 | 2 | 3 | 4 | 5 | 6 | 7 | 8 | 9 | 10 | 11 | Total |
| ----------------------------- | - | - | - | - | - | - | - | - | - | -- | -- | ----- |
| Athlètes olympiques de Russie | 4 | 0 | 1 | 0 | 0 | 0 | 2 | 1 | 0 | 0  | -  | 8     |
| Canada                        | 0 | 2 | 0 | 2 | 1 | 1 | 0 | 0 | 2 | 1  | -  | 9     |

| Équipes      | 1 | 2 | 3 | 4 | 5 | 6 | 7 | 8 | 9 | 10 | 11 | Total |
| ------------ | - | - | - | - | - | - | - | - | - | -- | -- | ----- |
| Corée du Sud | 0 | 1 | 0 | 3 | 2 | 0 | 3 | - | - | -  | -  | 9     |
| Danemark     | 0 | 0 | 2 | 0 | 0 | 1 | 0 | - | - | -  | -  | 3     |

### Phase finale
|  | Demi-finales      | Demi-finales      |                        |    | Finale            | Finale            |
|  | Demi-finales      | Demi-finales      |                        |    | Finale            | Finale            |
|  |                   |                   |                        |    |                   |                   |
|  | 23 février, 20h05 | 23 février, 20h05 |                        |    | 25 février, 09h05 | 25 février, 09h05 |
|  | 23 février, 20h05 | 23 février, 20h05 |                        |    | 25 février, 09h05 | 25 février, 09h05 |
|  | Corée du Sud      | 8                 |                        |    | 25 février, 09h05 | 25 février, 09h05 |
|  | Corée du Sud      | 8                 |                        |    | 25 février, 09h05 | 25 février, 09h05 |
|  | Japon             | 7                 |                        |    | 25 février, 09h05 | 25 février, 09h05 |
|  | Japon             | 7                 | Corée du Sud           | 3  |                   |                   |
|  | 23 février, 20h05 |                   | Corée du Sud           | 3  |                   |                   |
|  |                   | Suède             | 8                      |    |                   |                   |
|  | Suède             | Suède             | 8                      | 10 |                   |                   |
|  | Suède             |                   |                        | 10 |                   |                   |
|  | Grande-Bretagne   | 5                 |                        |    |                   |                   |
|  | Grande-Bretagne   | 5                 | Match pour la 3e place |    |                   |                   |
|  |                   |                   |                        |    |                   |                   |
|  | 24 février, 20h05 |                   |                        |    |                   |                   |
|  |                   |                   |                        |    |                   |                   |
|  | Japon             | 5                 |                        |    |                   |                   |
|  | Japon             | 5                 |                        |    |                   |                   |
|  | Grande-Bretagne   | 3                 |                        |    |                   |                   |
|  | Grande-Bretagne   | 3                 |                        |    |                   |                   |

#### Demi-finales
| Équipes      | 1 | 2 | 3 | 4 | 5 | 6 | 7 | 8 | 9 | 10 | 11 | Total |
| ------------ | - | - | - | - | - | - | - | - | - | -- | -- | ----- |
| Corée du Sud | 3 | 0 | 1 | 0 | 2 | 0 | 0 | 1 | 0 | 0  | 1  | 8     |
| Japon        | 0 | 2 | 0 | 1 | 0 | 1 | 0 | 0 | 2 | 1  | 0  | 7     |

| Équipes         | 1 | 2 | 3 | 4 | 5 | 6 | 7 | 8 | 9 | 10 | 11 | Total |
| --------------- | - | - | - | - | - | - | - | - | - | -- | -- | ----- |
| Suède           | 0 | 2 | 0 | 1 | 0 | 2 | 3 | 0 | 2 | -  | -  | 10    |
| Grande-Bretagne | 0 | 0 | 1 | 0 | 2 | 0 | 0 | 2 | 0 | -  | -  | 5     |

#### Match pour la médaille de bronze
| Équipes         | 1 | 2 | 3 | 4 | 5 | 6 | 7 | 8 | 9 | 10 | 11 | Total |
| --------------- | - | - | - | - | - | - | - | - | - | -- | -- | ----- |
| Japon           | 0 | 1 | 0 | 1 | 0 | 0 | 0 | 1 | 1 | 1  | -  | 5     |
| Grande-Bretagne | 1 | 0 | 1 | 0 | 1 | 0 | 0 | 0 | 0 | 0  | -  | 3     |

#### Finale
La finale se déroulera le 25 février 2018 à 9 h 5.
| Équipes      | 1 | 2 | 3 | 4 | 5 | 6 | 7 | 8 | 9 | 10 | 11 | Total |
| ------------ | - | - | - | - | - | - | - | - | - | -- | -- | ----- |
| Suède        | 0 | 0 | 2 | 1 | 1 | 0 | 3 | 0 | 1 | X  | X  | 8     |
| Corée du Sud | 1 | 0 | 0 | 0 | 0 | 1 | 0 | 1 | 0 | X  | X  | 3     |